# أندرو بروس هولمز
أندرو بروس هولمز (بالإنجليزية: Andrew Bruce Holmes)‏ هو كيميائي ومهندس أسترالي، ولد في 5 سبتمبر 1943 في ملبورن في أستراليا.